# Аграханський півострів
Аграха́нський півострів — низовинний півострів на західному березі Каспійського моря в Дагестані. Обмежується зі сходу Аграханською затокою. Площа понад 200 км². Довжина близько 50 км, висота до 20 м.
Півострів утворений переважно піщаними відкладами річки Сулак. Дюни, солончаки. Напівпустельна рослинність.
На півострові селище Лопатин.